# الحملة الثانية لعلي على الشام
الحملة الثانية لعلي على الشام هو مصطلح إستشراقي يطلَق على المحاولة التي وُصِفَت بأنها كانت لإعادة تنظيم حملة عسكرية من قِبَل علي بن أبي طالب، الذي يُشار إليه في عموم روايات فرق أهل السنة والجماعة بوصفه خليفة راشد بين سنتي 656م الى 661م، ويُصوّره الفريق الشيعي كـالإمام الأول. ذلك بعد معركة صفين سنة 657م، والتي لم تُفضِ إلى نتيجة حاسمة ضد معاوية بن أبي سفيان، والي الشام حينها، والذي كان قد رفض خلع نفسه بطلب من علي، مما مهّد لما يُعدّه بعضهم بدايةً لشرخ سياسي عميق.
فبعد تلك الواقعة، جرت وقائع معركة النهروان سنة 658، حيث قُمِع تمرد الخوارج المنشقة، لكن القوّة العسكرية في العراق الأسفل، والتي كانت ركيزة علي، تفكّكت بسبب نكوص زعماء القبائل وركونهم لما عدّوه "سِلمًا باردا" مع أهل الشام. ومذّاك، لم يكن في وُسع علي إلا أن يدفع بالغُرماء لدحر سرايا الغارات التي كان ترسل من دمشق لزعزعة أمان حواضر العراق.
وفي سنة 658 أيضًا، فَقَد علي مصر، حيث آل أمرها لمعاوية، فازداد حصاره الجيوسياسي. ثم أعقب ذلك غزو بسر بن أبي أرطاة سنة 661، والذي أشعل استياءً عامًا بين أهل العراق، فحُدّث عن تعبئة واسعة لغزو مرتقب أواخر الشتاء.
لكن تلك التعبئة لم تكتمل، إذ اغتيل علي صبيحة يوم 26 يناير 661، على يد عبد الرحمن بن ملجم المدحجي -الذي انشق عن جماعة علي بعد التحكيم في صفين-، وهو في محراب مسجد الكوفة حين أدائه لصلاة الفجر. وقد كان ذلك الحدث، بحسب ما تواتر، منعطفًا مكّن لمعاوية لاحقًا من تثبيت حكمه وتأسيس الدولة الأموية في الشام التي تطورت لاحقا واصبحت أكبر إمبراطورية عربية في التاريخ.

## الخلفية
إن السياسات التي وُصِفَت بالمثيرة للجدل في عهد عثمان بن عفان، الخليفة الثالث، قد جيشت تمردًا انتهى إلى قطع رأسه في بيته قرب المسجد النبوي سنة 656م. أعقب ذلك أن بويِع علي بن أبي طالب، صهر النبي محمد وابن عمه، بالخلافة من قِبَل أهل المدينة المنورة ومن كان بها من المعارضة. وقد قيل إن بيعته نالت شبه إجماع، وجمعت حوله فئاتٍ معدومة الحظ من الطبقات والقبائل.
وتكوّن ائتلاف علي من ثلاث طبقات رئيسة: الأنصار، أي مسلمو المدينة من القدماء، وقراء العراق، وهم المستوطنون الأوائل من البدو في الكوفة والبصرة، ثم "الطلقاء" المتأخرون من أهل العراق، وقد التفّ هؤلاء حول زعمائهم من القبائل العربية اليمانية والقيسية.
غير أن قبيلة قريش، والتي طالما تموضع الحكم في كنفها، لم تُبدِ تأييدًا كبيرًا لعلي، بل عارضه كثير من أبنائها في توليه الخلافة. فمن هذه القبيلة ناهضته عائشة بنت أبي بكر التيمية، أرملة النبي، وكذلك طلحة بن عبيد الله التيمي والزبير بن العوام الأسدي، وهما من الصحابة ومن المهاجرون و تقول الروايات السنية أنهما من العشرة المبشرين بالجنة وقد كان مطلبهم القصاص.
أما معاوية بن أبي سفيان الأموي، ابن عم عثمان ووالي الشام، فقد أبى القبول بسلطة علي، خاصة بعد عزله عن ولايته، وطالب بالثأر لعثمان، وقد ظهرت هذه الدعوى كذريعة لتأصيل نفوذه في الشام.

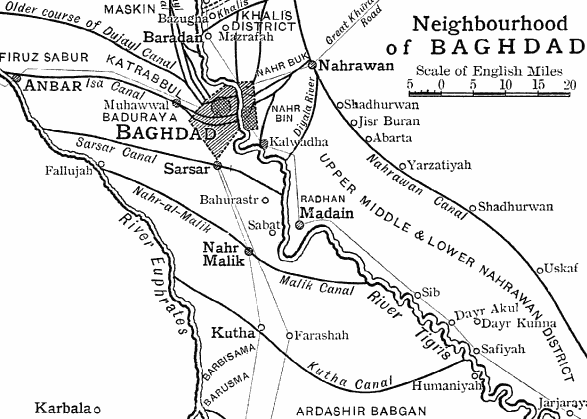
قناة النهروان

بعد اغتيال الخليفة عثمان، اشتعلت حالة من الفوضى السياسية والأمنية، استثمرها علي بن أبي طالب لتثبيت سلطته مستندًا إلى تحالف من العناصر الناقمة على الوضع القرشي أو الأموي السائد آنذاك. فظهرت أولى المواجهات المسلحة الكبرى في معركة الجمل سنة 656م، حيث يُقال إن علي هزم جماعة عائشة وطلحة والزبير، والذين يُصوَّرون في بعض الروايات كطالبي القصاص لعثمان، لكن روايات أخرى تعتبرهم خصومًا سياسيين.
وقد اتّسم قتال جماعة علي بعنفٍ شديد ورغبة في الإسترقاق. فالروايات تشير إلى قتالٍ محتدم جرى في محيط الجمل حيث كانت عائشة، وتذكر بعض المصادر أن الجمل نفسه جُعل محورًا للثبات والمقاومة، يُدافَع عنه كما تُدافَعُ الثغور. وبدت أول الخلافات في معسكر الكوفة حيث رفض علي طلب من جماعة من جيشه -ثارث عليه لاحقا- إسترقاق أسرى المعركة بما فيهم عائشة بنت ابي بكر
ثم جاء طور معركة صفين سنة 657، والتي يُزعم أنها انتهت بلا غلبة، بعدما استنجد معاوية بالمصحف أراد به كسب الوقت وكسر هيبة الطرف الآخر أمام أنصاره. ورغم أن علي رفض أول الأمر، إلا أن عناصر كثيرة في جيشه، ذات توجهات سلمية أو خائفة من تشظي النزاع، ضغطت عليه لقبول التحكيم. وهنا يتجلّى الطبيعة غير المنضبط في صفوف جيشه، إذ أنهم هم من ألزموه بالتحكيم، ثم عادوا وصرخوا بأن "الحكم لله لا لكما"، رافضين التسوية التي طالبوا بها
هذه الفئة من الجنود، والتي شكّلت ما يُعرف لاحقًا بـالخوارج، تمركزت قرب قناة النهروان، وأخذت في إصدار أحكام "تكفيرية" على علي نفسه، وعلى جيشه، وعلى أهل الشام كافة وإتسموا بعداء صريح لقريش، واعتبرت دماء الجميع "حلالًا"، مستبيحةً بذلك الأرواح والأعراض دون تمييز. وقد ارتكبوا حوادث قتل عشوائي، لم يسلم منها حتى النساء.
وقد اضطر علي، بعد طول مسايرة، إلى سحقهم في معركة النهروان سنة 658، والتي أُبيد فيها أغلبهم، لكن أفكارهم وأذرعهم لم تندثر، واستمروا في تنفيذ اغتيالات وإشعال الثورات لعقود تالية.
إن تشققات معسكر علي – سواء في الجمل أو النهروان – لا يمكن فصلها عن طبيعة التحالف الذي أقامه: فهو لم يكن تحالفًا دينيًا خالصًا، بل فيه كثير من المصالح المتناقضة، فيه الهاشميون الذين إنضموا لعلي بسبب الدم والقرابة وأشهرهم عبدالله بن عباس الهاشمي والذي رفض قتال معاوية لاحقا، فيه القراء الطامحون، وفيه الزعماء القبليون الذين بايعوا ثم تراجعوا لما اختلّت الموازين.

## ما بعد معركة النهروان

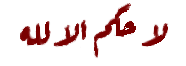
شعار الخوارج بالعربية: "لا حكم إلا لله"

عقب معركة النهروان، أبدى علي بن أبي طالب رغبةً في استئناف حملته العسكرية ضد معاوية بن أبي سفيان على الفور، إلا أن هذه الخطوة قوبلت باعتراض من عبدالله بن عباس الهاشمي والأشعث بن قيس الكندي، أحد كبار زعماء قبائل اليمانية التي كانت ركيزة أساسية لجيش علي، الذي احتجّ بأن الجنود مرهقون ودعا إلى العودة إلى الكوفة للراحة واستجماع القوى.
لكن نُقّاد السياسة الداخلية آنذاك يلمحون إلى أن "الإرهاق" لم يكن سوى ذريعة، وأن الأشعث وأشراف القبائل الأخرى كانوا يتحاشون وينفورن من الدخول في قتال جديد مع العرب الموالين لمعاوية. وربما كانت هذه المطالب تعكس فعليًا ما بدأ يتسرّب في أذهان الجنود من ترددٍ وانكفاء بعد سنواتٍ من النزاعات الداخلية التي لم تُنتج لهم غير التفرّق والخذلان.
أذعن علي لذلك الواقع، فعاد إلى الكوفة، حيث نصب معسكره في النخيلة على مشارف المدينة، وأمر الجنود بالتجهيز للحرب، ناصحًا إيّاهم بألا يكثروا من التردد على بيوتهم. ثم أرسل ولده الحسن بن علي إلى الكوفة يحث الناس على الجهاد ويجنّد من تبقى من القادرين، غير أن الحملة لم تلقَ حماسًا يُذكَر، بل إن الجند أنفسهم أخذوا في مغادرة النخيلة والعودة إلى بيوتهم، وكأن المشروع الحربي قد انهار من الداخل.
وجد علي نفسه مرغمًا على التراجع، تاركًا خططه العسكرية خلفه، وعاد إلى الكوفة في وضعٍ يُنبئ عن تصدّع في التحالف، وانطفاء في الحماسة، وتفتّت في الولاء.
بينما تختلف رؤى المؤرخين المستشرقين المعاصرين حول أثر معركة النهروان على شرعية علي بن أبي طالب التي كان يستمدها كثيرا بالتحشيد الديني تأثرت بشكل سلبي، فيرى المستشرق فريد دونر أن قمع خصومه من "القراء" او ما سُمّي بـ«الخوارج» – وهم في نظره أتقى المسلمين وأكثرهم تمسكًا بنصوص الدين، وإن كانوا أقل مرونةً في التعامل مع النصوص الإسلامية من نبي الإسلام نفسه محمد الذي قد نال حجته الأخلاقية بحنكته القيادية – اضعف حجة علي الأخلاقية. ويُضيف أن ما زاد من فتور أهل العراق تجاه الحرب مع أهل الشام أن الفريقين ينتميان إلى القبائل ذاتها حسب رؤيته للمجتمعات العربية القديمة، فكان القتال بينهما بمثابة حرب أهلية مصغّرة.
أما م. أ. شابان، فله رأي براغماتي أكثر جرأة؛ إذ يرى أن زعماء القبائل لم يكونوا مترددين عن الحرب تورّعًا، بل لأنهم قضوا على منافسيهم من طبقة القُرّاء – أي حفظة القرآن وأهل الدين في الجيش – خلال النهروان، ولم يعودوا راغبين في فتح جبهة مع معاوية الذي لم يُظهر عداوة مباشرة لهم، بل لمح كثيرا لهم بإشارات السلام والمصلحة المشتركة.
ومن حيث الاصطلاح، كان "القراء" جمع "قارئ"، لكنه تحوّل دلاليًا إلى مصطلح سياسي يرمز إلى طبقة دينية مشتبكة مع مفهوم الشرعية؛ فهم ليسوا مجرد حفظة للقرآن، بل أصحاب رأي يُزاحِمُ رأي "أشراف القبائل"، الذين يستمدون شرعيتهم من النسب والمكانة لا الورع والعلم.
يُعلّق جعفري بأن هؤلاء الأشراف كانوا من المستفيدين من امتيازات عهد عثمان المالية ورغد العيش، وقد خافوا من فقدان امتيازاتهم تلك إذا أعاد علي تنظيم القيادة على أساس ديني صرف، يُقصي فيه أهل السيادة القبلية لمصلحة "القراء" وغيرهم من المتقشفين.
ولمّا انتهى علي من قتال الخوارج، تغيّر موقف زعماء القبائل، فامتنعوا عن دعمه في الحملة المزمع توجيهها نحو الشام، وذلك في وقت كانت تجري فيه تفاهمات غير معلنة بينهم وبين معاوية، الذي أبدى استعدادًا لتأمين مواقعهم ومنحهم النفوذ والمال. علي، من جهته، لم يُساير هذا المنطق التبادلي، وأبقى موقفه قائمًا على الامتناع عن منح الامتيازات الخاصة، متمسكًا بتصور مبدئي للسلطة.
وقد وصف جعفري أعذارهم بأنها "واهية"، تفضح عقلية النفع والتحوّط التي حكمت ولاءهم التقليدي. ومع تفكك عصبة "القراء" وتخاذل الزعماء، أصبح تحالف علي هشًا، تتنازعه المصالح وتُثقله التناقضات.

## سقوط مصر
في تلك المرحلة الحرجة من عمر النزاع، أوفد معاوية بن أبي سفيان جيشًا قوامه نحو ستة آلاف مقاتل إلى مصر بقيادة عمرو بن العاص، القائد الذي كان قد افتتح الديار المصرية في عهد عمر بن الخطاب، وهي أرضٌ عُرفت بخيراتها، وموقعها المفصلي في ميزان الحواضر الإسلامية.
وما إن دخل عمرو مصر حتى التفّ حوله أنصار عثمان من أهلها، مستفيدا من الذاكرة السياسية التي أبقاها في اهل مصر. أما محمد بن أبي بكر، والي علي على مصر وابنه بالتربية، فقد خرج لملاقاة عمرو بجيشٍ لا يكاد يبلغ ألفي رجل. لكن جيشه تفرق عنه بعد أن هزم عمروُ المقدمة التي يقودها كنانة بن بشر شر هزيمة.
وقد ورد في بعض الروايات أن محمدًا، حين أُسر وقد أشرف على الهلاك من الظمأ، مُنع من الماء، ثم قُتل، وأُحرق جثمانه داخل جيفة حمار. وهي صورة بالغة القسوة، قد يُفسرها البعض بأنها عقوبة رمزية من أنصار عثمان على محمد بن إبي بكر الذي يرون في ما فعلوا بعهم عقوبة لمن خطط أو شارك أو على الأقل سكت عن قتلة عثمان، بينما يراها خصوم الأمويين صورة من صور "الوحشية السياسية".
بذلك، سقطت مصر في قبضة الأمويين في أغسطس 658م، الموافق صفر سنة 38 هـ، فيما اعتُبر في الخطاب الأموي فتحًا ثانيًا لمصر، بل تثبيتًا لـ"الحق القرشي" في الأرض الخصبة. فإن مصر التي طالما وُصفت بـ"كنانة الله في أرضه" كانت في أحداث تكررت عبر التاريخ الممتد للشرق الأوسط، مفتاحًا لشرعية السيادة ونقطة ارتكاز لكل مشروع سياسي طامح إلى الهيمنة.
وكان محمد قد طلب من علي إرسال مدد، فلم يُجِبْه إلا ببضعة آلاف بعد كثير من العتب واللوم على زعماء القبائل الذين تواكلوا وتثاقلوا. لكن الجيش الموعود لم يُبعث في وقته، بل تفكك قبل أن يُغادر، حين بلغهم نبأ سقوط مصر.
وقد أثر مقتل محمد في نفس علي لا فقط لأنه "واليه" بل لأنه كان ابن تربيته، وكتب إلى صاحبه عبد الله بن عباس كتابًا يشكو فيه أهل الكوفة، ويُثني على محمد لمواساته المعركة، مع اعترافٍ متأخر وضمنيٍّ بأنه كان فتى قليل الخبرة. والمفارقة الكبرى أن مالك الأشتر، القائد الكفء الذي كان علي قد عيّنه بديلًا لمحمد، مات مسمومًا في طريقه إلى مصر 657م، في عملية اغتيال يُقال إنها دُبّرت بأمرٍ من معاوية في انتقال من الحرب الميدانية إلى القتل المركّب وتهديد مشروع علي خارج العراق، مما يعكس مدى اتساع أدوات المعركة: من السيف، إلى الإستخبارات وتكتيك بدائي للحرب غير المتناظرة.
في حين عدّ الخطاب العلوي سقوط مصر مصيبةً سياسيةً وعسكريةً هائلة – أي "نكبة" بلغة الاستضعاف – فإن السردية الأموية تعاملت مع الأمر بوصفه محطةً فارقة من محطات التمكين. فمصر لم تكن مجرد إقليم تابع، بل كانت تُعدّ إحدى "الحواضر الكبرى"؛ أي المدن المحورية في الاقتصاد والسياسة والرمزية الحضارية. فإن اجتماع مصر والشام "تحت راية واحدة"، يشير إلى نشوء حالة وحدوية تحت إمرة معاوية، تجاوزت التشرذم الذي ميّز معسكر خصومه.

## غارات الشاميين

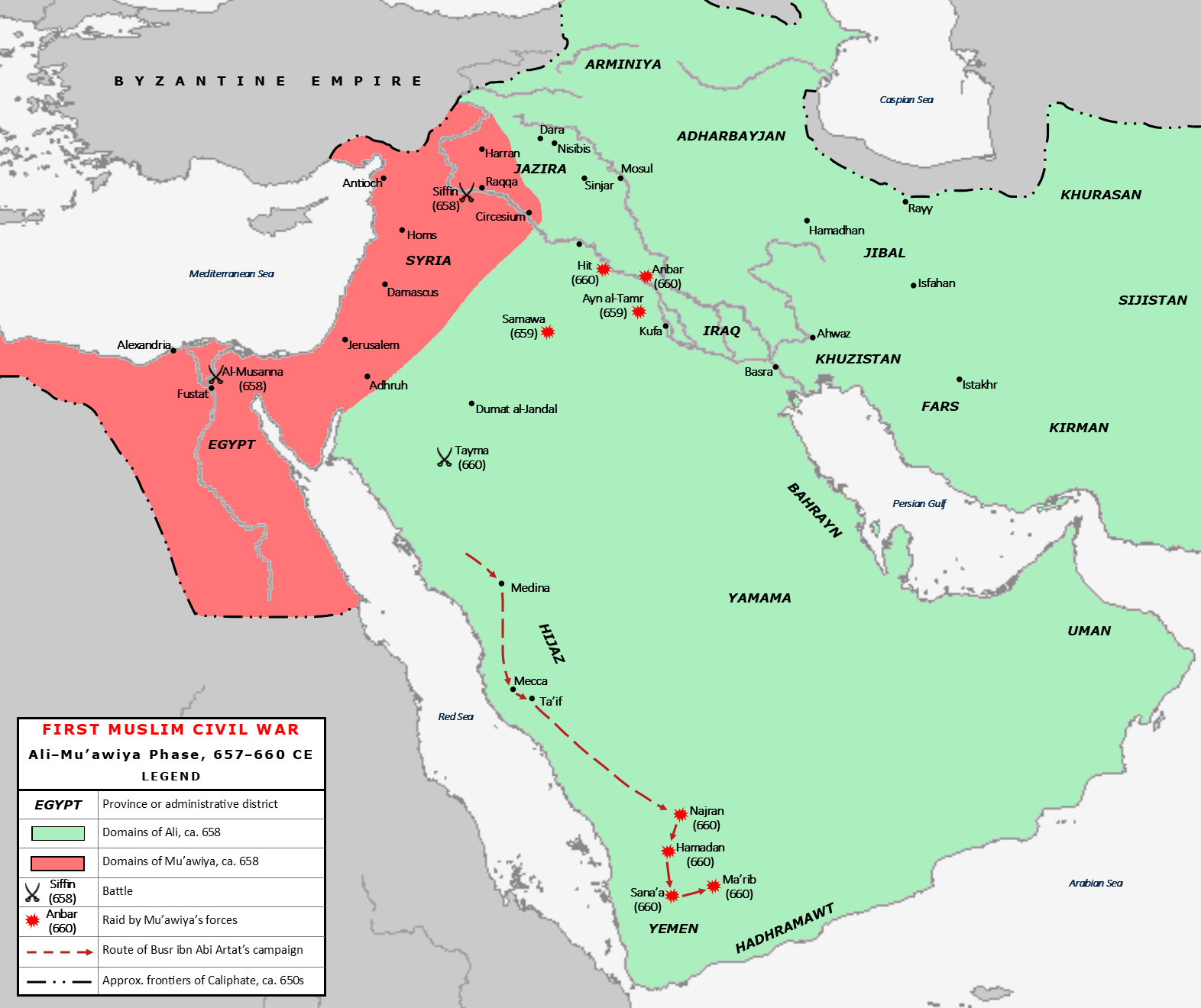
خريطة الصراع بين علي ومعاوية خلال الفتنة الأولى

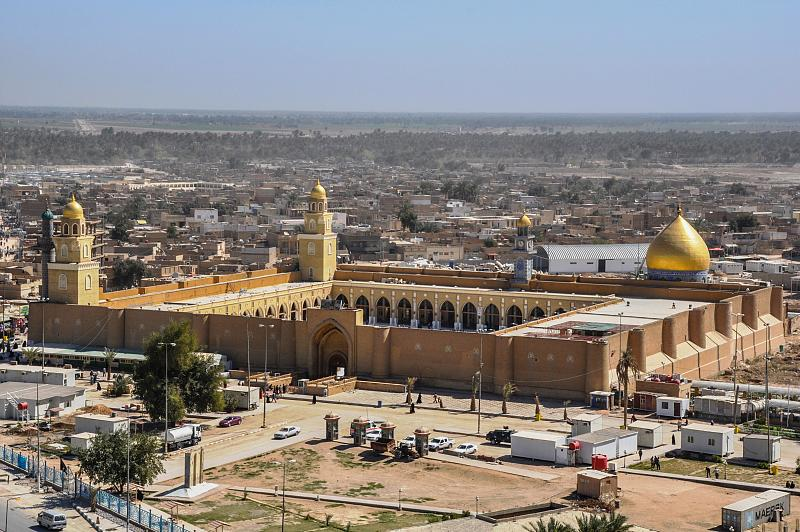
الجامع الكبير بالكوفة، حيث اغتيل علي سنة 661 أثناء صلاة الفجر، قبيل حملته المرتقبة على الشام

في سياق تكتيكٍ تصعيدي غير مباشر، بدأ معاوية بن أبي سفيان بإرسال فرق عسكرية صغيرة لا لمواجهة جيش علي، بل لمهاجمة قوافل الموالين له. وقد اعتمدت هذه السرايا أسلوب الالتفاف، فتجنّبت جبهات القتال التقليدية، وهاجمت مناطق على امتداد الفرات، وفي محيط الكوفة، وبلغت ذروتها عندما وصلت إلى الحجاز واليمن، حيث نجحت في إرباك الحواضر وضرب المعنويات.
ولم يكن في وسع علي أن يرد بسرعة على هذه الغارات الخاطفة، إلى أن بلغ التهديد ذروته في غارة بسر بن أبي أرطاة سنة 661، حيث قيل إن جيشه بلغ اليمن، ولم يتحرك أهل الكوفة للجهاد إلا بعد أن بلغت الصيحات أبواب بيوتهم.
وقد نُسب عدد من كتب التاريخ إلى بسر ارتكاب فظائع دموية، ادّعى بعض الرواة والمصادر المتأخرة أنها شملت قتل طفلين صغيرين من أبناء عبيد الله بن عباس الهاشمي، وهو ابن عم علي، وأخو عبد الله بن عباس،دون أن تُجمع الروايات على تفاصيل الحدث أو دوافعه الحقيقية. كما وُجّهت إليه اتهامات باسترقاق نساء مسلمات وهي واقعة قيل إنها لم تُسجَّل قبل ذلك إلا لدى الخوارج، مما زاد من فداحة الصورة في الأوساط العلوية.
يرى بعض الباحثين أن تلك الغارات لم تكن انتقامًا عشوائيًا، بل عمليات عسكرية تكتيكية تهدف إلى إضعاف العمق الاستراتيجي لعلي، عبر ضرب القواعد الخلفية، وتفكيك الجبهة الداخلية، وإثارة القلق والشك في قدرة القيادة على الحماية وجمع الجيوش. وقد اتسمت هذه التحركات بـمرونة قتالية، حيث استُخدمت فرق صغيرة بفعالية بدلًا من المواجهة المباشرة، لتُنهك معسكر الكوفة نفسيًا وتمنعه من شن أي حملة كبرى على دمشق.

## بلاد فارس
شهدت السنوات الأخيرة من خلافة علي بن أبي طالب عددًا من التمردات المحلية في الأقاليم الشرقية، مستغلّة ضعف السلطة المركزية واضطرابها نتيجة الصراع المحتدم في العراق والشام. ففي إقليم خراسان، وهو من أوسع وأبعد الأقاليم الإسلامية شرقًا، ويشمل أراضي واسعة من إيران وأفغانستان اليوم، احتل الثائرون مدينة نيسابور، وهي مدينة ذات وزن اقتصادي وديني في ذلك الزمان، ويُرجّح أن المنطقة شهدت تمرّدًا أو اثنين على الأقل خلال هذه الفترة.
وفي نحو سنة 660م، طرد كل ولاة علي من إقليم فارس، وهو قلب الدولة الساسانية سابقًا، ومن كرمان، وهي منطقة جبلية نائية ذات نزعة استقلالية قوية. وردًا على ذلك، أرسل علي أحد أعوانه البارزين زياد بن أبيه، الذي عُرف بدهائه وقدرته الإدارية، فتمكن من استعادة النظام هناك، وقمع العصيان.
ورغم خطورة هذه الاضطرابات، فإن المصادر الأولى تُعرض عن التفصيل فيها، لكون تركيزها منصبًّا على مجريات الأمور في العراق، حيث كانت الكوفة مركز الحكم، والمشهد السياسي أكثر تقلبًا وتوثيقًا. وهكذا بقيت وقائع الشرق في هامش الرواية التاريخية رغم ما تكشفه من مؤشرات على تآكل السيطرة وتفكك الطاعة في الأطراف البعيدة.

## الحملة الثانية على الشام
في الشهور الأخيرة من حياته، لم يُخفِ علي بن أبي طالب امتعاضه العميق من حالةٍ نفسية واجتماعية ترسّخت في أهل الكوفة، عاصمة سلطته. فقد امتلأت خطبه المنسوبة إليه في نهج البلاغة بتوبيخ صريح وعنيف لهم و عبر عن سخطٌ داخلي ممتزج بالتحفّظ المكظوم، وبلغةٍ ملتهبة تصفهم بـ"أشباه الرجال"، وتنعى فيهم الغيرة والشجاعة والصدق في الطاعة. وهي قسوة لغوية تدل على إفلاس المعسكر نفسيًا لا عدديًا. تعبيرًا عن أزمة قيادة مركبة، فهي ليست أزمة في التنظيم أو العدد، بل في أن الولاء الذي بُني في الكوفة لم يكن ولاء عقائديًا خالصًا، بل مزيجًا من الارتباطات القبلية، والانتماءات الشخصية، والمصالح الوقتية. فقد كانت الكوفة، حديثة التكوين وضمّت عناصر شديدة التباين على العكس من دمشق التي تعتبر من أقدم المدن المأهولة بالسكان في العالم.
ورغم هذا المناخ من الوهن الداخلي، واهتزاز الثقة بين القائد والمجتمع الحاضن، لم يتوقف علي بن أبي طالب عن السعي الاستراتيجي لإعادة فرض المبادرة لـحملة هجومية أخرى على الشام، فاستمر في التخطيط لحملة عسكرية هجومية أخرى على الشام، محاولةً لاستعادة التوازن الذي فُقِد بعد إخفاق الحملة الأولى في معركة صفين (657م) وبشعور أن الزمن ينفلت من بين يديه، وأن بقاءه دون تحرك عسكري حاسم يعني إقرارًا ضمنيًا بشرعية خصمه. ويبدو أن الرياح قد بدأت تميل لصالحه مجددًا في أواخر سنة 660م، ليس بفعل عودة الحماسة في النفوس، بل نتيجة صدمة خارجية بفعل غارات القادة الأمويين لضرب العمق غير المحصن من نفوذ علي. وقد اخترقت تلك الغارات مناطق الحجاز ثم اليمن، متجاوزة الخطوط التقليدية للصراع بين بوادي العراق والشام، وضاربة المناطق التي تمثل المخزون السكاني والمعنوي والسياسي لمشروع الخلافة العلوية.
وقد أدّت تلك الضربة الصادمة وما حملتها من إذلال رمزي واختراق جغرافي إلى تحريك المياه الراكدة في الكوفة، حيث بدأت تظهر بوادر غضبٍ شعبي، لا حبًا في القتال، بل رفضًا لصورة الضعف والتقصير التي لحقت بمعسكر علي. هذا الغضب، رغم طابعه العاطفي، استُثمر سياسيًا، فبادر أشراف قبائل الكوفة إلى إعلان تأييدهم للحملة العسكرية، بعد طول تردد وتراخٍ. إلى أن وصلوا إلى إلزام رجالهم بالنفير، في تعبئة رأسية داخل القبيلة، تُمارَس فيها السلطة الأبوية. وفي موازاة هذا الحراك القبلي، انطلق عليّ بنفسه نحو تعبئةٍ أوسع، موجّهًا جهوده إلى أهل السواد ووفقًا لما أوردته بعض الروايات، فقد استطاع علي أن يجمع نحو 40,000 مقاتل، وهو رقمٌ ضخم بمقاييس القرن السابع، ويدل – على ظاهره – على قدرة استنهاض كبيرة. غير أن هذا الرقم، وإن بدا مهيبًا، يفتقر إلى التجانس والانضباط؛ إذ أن كثيرًا من هؤلاء انضموا إلى الجيش بدافع الانفعال الشعبي، أو الخوف من لوم الجماعة، أو الضغط القبلي والاجتماعي، لا عن إيمان عسكري راسخ أو التزام بعقيدة قتالية واضحة. وهذا ما جعل مشروع الحملة الثانية، رغم زخمِه العددي، يبدو في أعين بعض المراقبين كـخروج اضطراري.
في إطار التحضير العسكري، أوفد عليّ سرية استطلاع قتالي أو إزعاج ميداني محدود بقيادة زياد بن خصيفة إلى تخوم الشام، غير أنها لم تُرسل لتنفيذ ضربة هجومية حاسمة، بل كانت مقيدة بشروط انضباطية صارمة، جاء في طليعتها: عدم المبادرة بالقتال، وتجنب الاشتباك مع البدو. وهي توجيهات فُسِّرت لاحقًا على أنها محاولة لصياغة فارق أخلاقي بين علي ومعاوية، خصوصًا بعد الفظائع التي ارتبطت بغارة بسر بن أبي أرطاة. وإن كان وقد سبق لمعسكر علي أن ضمّ الخوارج والمتشددين والقراء الذين ارتكبوا تجاوزات في الفتنة الكبرى، وأسهموا في إشعال الحرب على عثمان. لكن من زاوية عسكرية واقعية، تُعد هذه التعليمات قيودًا صارمة على فعالية السّرية، بل تكاد تُفقدها دورها بالكامل، إذ أن الاستخبار القتالي وعمليات الإزعاج في عمق العدو تقوم أساسًا على المباغتة، وضرب مواضع رخوة لخلق إرباك.
لكن هذا المشروع الطموح لم يُكتب له أن يكتمل، إذ تم إجهاضه بضربة، لم تأتِ من ساحة الحرب. فقبل انطلاق الحملة، ففي فجر يوم 26 يناير سنة 661م، وبينما كان عليّ يتقدّم الناس لصلاة الفجر في جامع الكوفة، تعرّض لطعنة قاتلة على يد عبد الرحمن بن ملجم، وهم الفصيل المتشدد الذي خرج من صفوف جيشه بعد معركة صفين، ثم اعتبروه لقبوله التحكيم كافرًا . ومع وفاة علي بعد بضعة أيام من الضربة، لم يسقط رجل واحد، بل فشلت الحملة وسقط مشروع دولة بأكملها. وانتهى الطموح العسكري، وتوقف الحشد، وتفرّق الجمع، ليُفتح الطريق بعدها أمام معاوية بن أبي سفيان، الذي سيُثبت سلطته ويُعلن بداية الدولة الأموية بجعله أمر الحل والعقد في العاصمة السورية الحالية دمشق حيث أصبح الحاكم هو من يملك الأرض والسيف والسِّلك، لا من يدّعي الشرعية بالقرابة أو السابقة.

## الحواشي
1. ↑  Glassé 2001، صفحة 423.
2. ↑  Madelung 1997، صفحات 141, 142.
3. ↑  Jafri 1979، صفحة 63.
4. 1 2  Momen 1985، صفحة 24.
5. ↑  Jafri 1979، صفحة 64.
6. ↑  Kennedy 2016، صفحة 65.
7. ↑  Shaban 1970، صفحة 72.
8. ↑  Donner 2010، صفحة 158.
9. ↑  Madelung 1997، صفحات 107, 157.
10. ↑  Madelung 1997، صفحات 204, 205.
11. ↑  مادلونغ، تاريخ الخلافة المبكرة، ص107، 157
12. 1 2  كنيدي، الخلافة الأولى، ص7–8
13. ↑  مادلونغ، ص241
14. ↑  فيلهوزن، ص3–4
15. ↑  دونر، ص163؛ فيلهوزن، ص17–18
16. ↑  كنيدي، ص10؛ دونر، ص166
17. ↑  شابان، ص72؛ هايدر، ص33
18. 1 2 3 4  Madelung 1997، صفحة 262.
19. 1 2 3 4  Bahramian 2015.
20. 1 2 3  Ayoub 2014، صفحة 141.
21. ↑  جعفري، ص123؛ بهراميان، 2015
22. 1 2  مادلونغ، ص262
23. ↑  Ayoub 2014، صفحات 140–141.
24. ↑  دونر، 2010، ص164
25. ↑  شابان، 1970، ص77
26. 1 2  جعفري، 1979، ص123
27. ↑  كنيدي، 2016، ص68؛ جعفري، 1979، ص123؛ دونر، 2010، ص164
28. ↑  أيوب، 2014، ص95؛ مكهوغو، 2018، ص64
29. ↑  شابان، 1970، ص77؛ أنطوني، 2013، ص31؛ كنيدي، 2016، ص69
30. ↑  Madelung 1997، صفحة 267.
31. ↑  Ayoub 2014، صفحة 100.
32. ↑  Wellhausen 1927، صفحات 97–98.
33. 1 2  Madelung 1997، صفحة 268.
34. 1 2  Madelung 1997، صفحة 269.
35. 1 2  Donner 2010، صفحة 165.
36. ↑  Madelung 1997، صفحات 268–269.
37. 1 2 3  Veccia Vaglieri 2012.
38. ↑  Ayoub 2014، صفحة 140.
39. ↑  Madelung 1997، صفحات 262, 288–291, 293.
40. 1 2  Donner 2010، صفحة 166.
41. ↑  Ayoub 2014، صفحة 142.
42. ↑  Madelung 1997، صفحات 303–304.
43. ↑  Madelung 1997، صفحة 304.
44. ↑  Madelung 1997، صفحة 295.
45. ↑  Jafri 1979، صفحة 123.
46. ↑  Centre, UNESCO World Heritage. "Ancient City of Damascus". UNESCO World Heritage Centre (بالإنجليزية). Archived from the original on 2025-05-04. Retrieved 2025-06-26.
47. ↑  Madelung 1997، صفحة 307.
48. 1 2  Madelung 1997، صفحات 307–8.
49. ↑  Wellhausen 1927، صفحة 102.
50. ↑  Muneeb (17 Nov 2015). "Khawarij: A History of Violence". IslamiCity (بالإنجليزية الأمريكية). Archived from the original on 2025-05-24. Retrieved 2025-06-26.
51. ↑  naturetopic.com http://web.archive.org/web/20250626185404/https://naturetopic.com/404.shtml. مؤرشف من الأصل في 2025-06-26. اطلع عليه بتاريخ 2025-06-26. {{استشهاد ويب}}: الوسيط |title= غير موجود أو فارغ (مساعدة)